# Surge de Stuttgart
Stade
Maillots
Saison en cours
Le Surge de Stuttgart est une franchise allemande de football américain basée à Stuttgart, en Allemagne.
Fondée en 2021, elle participe à l'European League of Football dès la saison 2021.

## Histoire
En mars 2021, les instances de l'European League of Football annoncent que les Stuttgart Surge font partie des équipes participant à la saison inaugurale de la nouvelle compétition professionnelle de football américain en Europe depuis la fin de la NFL Europa en 2007. La franchise de l'ELF qui devait à l'origine être basée à Stuttgart aurait dû initialement reprendre le nom des « Stuttgart Scorpions », déjà utilisé par l'équipe allemande membre de la German Football League (GFL). Néanmoins, une assemblée générale des membres des Scorpions refuse que leur nom soit repris par cette nouvelle franchise. Les instances de l'EFL décident alors d'associer à la future nouvelle équipe de Stuttgart le nom de « Surge », précédemment utilisé en World League of American Football (WLAF) par la défunte équipe de Sacramento (1991-1992),. La franchise est exploitée par l'American Football Club Stuttgart GmbH, dont le directeur général Timo Franke travaillait auparavant comme directeur des Scorpions de Stuttgart,. Martin Hanselmann, ancien entraîneur de l'équipe nationale allemande, est désigné entraîneur principal des Surge en 2021,.
L'équipe joue son premier match le 19 juin 2021 et bat les Dragons de Barcelone 21 à 17. En 2e semaine à l'occasion de la défaite contre Francfort Galaxy, Jacob Wright, quarterback titulaire des Surge est expulsé du match à la suite de propos racistes envers un adversaire. Il est ensuite viré de l'équipe et interdit de jouer pour toute équipe ELF pour la saison 2021,. Le nouveau quarterback Aaron Ellis est présenté en 3e semaine contre le Thunder de Berlin. Après deux défaites consécutives en fin de saison, l'équipe termine dernière de la Division Sud et ne participe pas à la phase finale.
Le propriétaire et la direction de l'équipe décident de changer de façon significative la préparation de la saison 2022. L'ancien directeur général Timo Franke cède sa place à Suni Musa, mais reste dans l'organisation en tant que responsable des ventes et du sponsoring. Le 4 février 2022, les Surge annoncent que Jakob Johnson (en), natif de Stuttgart et ancien fullback des Patriots de la Nouvelle-Angleterre, devient copropriétaire de la franchise.

## Stade
L'équipe joue à domicile au Gazi Stadion d'une capacité de 11 544 places.

## Identité visuelle
Lors de la présentation de l'équipe en 2021, la franchise dévoile deux logos pour la première saison.
La conception du logo principal utilise la forme de la tour de télévision de Stuttgart avec les couleurs de l'équipe (jaune et bleu), avec la tige de la tour et l'antenne représentant un éclair stylisé. La base de la tour comporte le nom de l'équipe en blanc sur fond sombre.
Le logo secondaire montre juste un éclair stylisé en jaune pointant vers la droite et comporte éventuellement le nom de l'équipe ou une ligne à plusieurs angles, tous deux de couleur sombre,.

## Saison par saison
| Saison | Saison régulière | Saison régulière | Saison régulière | Saison régulière | Saison régulière | Saison régulière | Saison régulière | Saison régulière | Saison régulière        | Phase finale                                  |
| ------ | ---------------- | ---------------- | ---------------- | ---------------- | ---------------- | ---------------- | ---------------- | ---------------- | ----------------------- | --------------------------------------------- |
| Saison | Nb               | V                | D                | N                | %                | +                | -                | ≠                | Classement              | Phase finale                                  |
| 2021   | 10               | 2                | 8                | 0                | 20,0             | 157              | 355              | -0198            | 4e division Sud         | Non qualifié                                  |
| 2022   | 12               | 0                | 12               | 0                | 0,0              | 113              | 451              | -0338            | 4e conférence Centrale  | Non qualifié                                  |
| 2023   | 12               | 10               | 2                | 0                | 83,3             | 387              | 237              | +0150            | 1re conférence Centrale | Défaite 53-34 en finale contre le Rhein Fire  |
| 2024   | 12               | 11               | 1                | 0                | 91,7             | 565              | 179              | +0386            | 1re conférence Centrale | Défaite 23-29 en ½ final contre le Rhein Fire |
| Totaux | 46               | 23               | 23               | 0                | 48,75            | 1 222            | 1 222            | 0                | -                       | 2 participations, 0 titre                     |